# Filhos das trevas
Filhos das trevas é um livro do escritor australiano Morris West que relata como é a vida de meninos do sul da Itália de um modo geral mas, que se passa na cidade de Nápoles no pós-guerra.
No livro Morris West relata como é o funcionamento de uma casa onde um padre cuida das crianças de rua com bondade e cita as dificuldades de emigração para lugares como os EUA ou o Reino Unido.
Nesta obra, o autor demonstra sua preocupação com a população carrente dos bassi napolitanos, não somente das crianças as quais ele pretende dar voz nesta obra, mas também de adultos endividados. Relata também o valor de uma empresa que oferece escola aos filhos de seus funcionários.